# Richard Wershe Jr.
Richard Wershe Jr., également connu sous le nom de White Boy Rick, né le 18 juillet 1969 dans le Michigan (région Midwest des États-Unis), est connu pour être le plus jeune informateur du FBI.

## Biographie
À l'âge de quatorze ans, Richard Wershe Jr est recruté par une unité antidrogue du FBI pour jouer les informateurs. Un peu plus tôt, les agents ont engagé son père, Richard Wershe Sr, qui vend des armes aux trafiquants de drogue du quartier. Mais, à l'époque, le jeune Richard Wershe Jr contrôle déjà une partie du trafic. Les agents se sont alors servis de leur relation existante avec Richard Wershe Sr. pour contourner les lois qui régissent les informateurs mineurs.

### Collaboration avec le FBI
Richard Wershe Jr passe son temps avec Leonard Curry surnommé « Big Man » et son frère Johnny Curry surnommé « Little man », tous deux à la tête d'un des plus gros trafics de la ville.
Le jeune homme est également impliqué dans une opération sous couverture du FBI, trois ans avant qu'il ne soit envoyé en prison. Afin d'éviter la case pénitencier, Richard Wershe Jr collabora pour révéler la plus grosse affaire de corruption au sein de la police de Detroit. Wershe présenta un agent du FBI — qui jouait le rôle d'un trafiquant de cocaïne de Miami — à plusieurs flics ripoux de Detroit, qui acceptent de protéger de la marchandise illégale transitant par l'aéroport de la ville. L'affaire remonta jusqu'au cabinet du maire de l'époque, Coleman Young, entraînant la chute de plusieurs collaborateurs.

### Condamnation
Lorsque le FBI cesse toute collaboration avec lui, Wershe Jr commence à vendre de la cocaïne lui-même et est arrêté, en 1987, pour possession de cocaïne. Le FBI refuse alors de confirmer ou de nier son rôle d'informateur. 
Il est condamné à la prison à vie dans le Michigan, mais remis en liberté conditionnelle, en 2017, après avoir purgé trente ans, derrière les barreaux. En 2005, il plaide coupable devant un tribunal de Floride pour avoir participé à un business de revente de voitures de luxe volées sur tout le territoire américain. Il est condamné à cinq ans de prison pour racket. 
Après avoir purgé sa peine en Floride, il est libéré le 20 juillet 2020.

## Film
- Le film Undercover : Une histoire vraie (White Boy Rick) réalisé par Yann Demange avec les acteurs Richie Merritt dans le rôle de Richard Wershe Jr. et Matthew McConaughey dans celui de son père, sorti en 2018, retrace son histoire.
- Le rappeur Eminem interprète White Boy Rick dans la série BMF: Black Mafia Family du rappeur Curtis 50 Cent Jackson. La série est diffusée sur Starz dès le 28 septembre 2021